# Dinastía Zhou
La dinastía Zhōu (en chino, 周; pinyin, Zhōu; chino antiguo: *tiw) fue una dinastía china que gobernó entre los años 1046 y 256 a. C. Es la tercera dinastía china en la historia tradicional, y la segunda, tras la dinastía Shang, de la que existe constancia por fuentes escritas de su época. Florecieron artes y técnicas ornamentales que manifestaron, como en muchas culturas mesoamericanas y europeas, el deseo humano de comunicarse con los inmortales. La dinastía Zhōu fue la última de las dinastías de reyes anteriores a las dinastías imperiales. En esta época vivieron grandes pensadores chinos de la Antigüedad, como Confucio, y se inició la literatura china clásica.
La época Zhōu puede dividirse en dos periodos bien diferenciados: la dinastía Zhōu occidental hasta el año 771 a. C., que gobernó un estado fuerte y centralizado desde las capitales de Hào (鎬) y Fēng (豐); y la dinastía Zhōu oriental, entre 771 y 256 a. C., que mantuvo un poder puramente simbólico o nominal desde la corte de Chéngzhōu (成周, cerca de la actual Luoyang). Esta segunda etapa, en que la unidad simbólica del reino coincidía con la existencia de múltiples estados de hecho independientes, se subdivide tradicionalmente en dos periodos: el periodo de primaveras y otoños y el periodo de los reinos combatientes. La dinastía Xia fue la primera dinastía en la Antigua China y duró casi quinientos años, incluyendo el mandato de diecisiete emperadores.

## Orígenes de los Zhōu
El pueblo Zhōu era un pueblo diferente de los Shang porque los Zhōu venían de la parte occidental. Provenientes del oeste, se enfrentaron en una guerra con los Shang, derrotándolos en la batalla de Mùyé. Este suceso, que podría considerarse uno más de entre muchos acontecimientos bélicos similares que se produjeron en el norte de China en la antigüedad, ha sido ampliamente narrado en las fuentes chinas y se interpretó como un traspaso de poder de una dinastía corrupta a una nueva dinastía de reyes virtuosos. Esta visión responde a un concepto introducido en el pensamiento chino durante la época Zhōu: el «mandato del cielo» (天命 tiānmìng), la legitimidad de gobierno concedida por el Cielo (considerado una deidad en esta época) a una clase virtuosa de dirigentes que gobernaba con justicia.
Desde esta visión legitimista, los últimos reyes Shang aparecen como reyes crueles y corruptos, mientras que los primeros reyes Zhōu habrían sido justos y sabios. Merecen una mención especial los tres primeros gobernantes conocidos de los Zhōu: el Rey Civilizador (文王 Wénwáng, ‘rey de la cultura’), rey sabio que murió antes de la victoria frente a los Shang; el Rey Guerrero (武王 Wǔwáng), que completó la estrategia del Rey Civilizador y consiguió la derrota definitiva de los Shang, convirtiéndose en el primer rey de los Zhōu como dinastía; y el duque de Zhōu (周公 o 周公旦 Zhōugōngdàn), hermano del anterior que gobernó como regente tras la muerte de aquel y consolidó el poder de los Zhōu. Este último sería considerado en los textos confucianos como ejemplo de caballero virtuoso.
En esta época aparecen las obras más antiguas de la literatura china. Las ideas del duque de Zhōu sobre el buen gobierno de un Estado aparecen recogidas en el libro clásico Shàngshū (尚書), también llamado Shūjīng (書經) o, en español, el Clásico de los Documentos. También se han atribuido al Rey Civilizador y al duque de Zhōu pasajes antiguos del I Ching (易經) o libro de las mutaciones y del Shījīng (詩經) o Clásico de las Odas. Tales atribuciones son legendarias y resulta difícil determinar qué partes de estos libros, muy reelaborados por la tradición posterior, se remontan realmente a esa época. En todo caso, son estos libros, de importancia fundamental en la cultura e historia de China, los que han dado a este periodo fundacional de los Zhōu una relevancia máxima en la historiografía tradicional china.
Respecto al origen geográfico del pueblo Zhōu, se sabe que atacaron a los Shang desde el oeste por lo que tradicionalmente se ha considerado que su región ancestral debía estar en la zona alta del río Amarillo, en la actual provincia de Shanxi. En 1931 el historiador Qián Mù (錢穆) presentó su tesis de que el origen de los Zhōu estaría más al este, en la actual provincia de Shanxi. Esta hipótesis se ha visto reforzada por descubrimientos arqueológicos posteriores. Además, el origen ancestral de los Zhōu en Shanxi explicaría el apego que sentían los reyes Zhōu por el río Fen, afluente del río Amarillo al este de la corte de Hao. En cualquier caso, el debate sobre el origen territorial de los Zhōu continúa abierto en la actualidad.

## Zhōu occidentales
El rey Wu (rey guerrero) mantuvo la antigua capital con fines ceremoniales, pero construye una nueva para su palacio y administración cercana a Haojing. Aunque la muerte temprana de Wu dejó un heredero joven y sin experiencia, el duque de Zhou asistió a su sobrino el rey Cheng en la consolidación del poder real. Él sofocó príncipes rebeldes Zhōu, gobernantes feudales, y partidarios Shang; contrarrestó la crisis de legitimidad Zhōu al exponer la doctrina del Mandato del Cielo mientras acomoda importantes rituales Shang en Chengzhou;. y configura el sistema fengjian para mantener la autoridad Zhōu sobre su territorio considerablemente ampliado.

## Caída de los Zhōu occidentales
En el año 771 a. C., una alianza formada por el estado vasallo de los shēn (申) y el pueblo nómada de los quǎnróng (犬戎) lanza un ataque contra la corte de Haojing, en el que muere el duodécimo monarca Zhōu, el rey You (幽王 Yōuwáng). El ataque se debió a que el rey You había repudiado a su esposa, hija del marqués de Shen, sustituyéndola por una concubina.
El sucesor del rey You, el rey Ping (平王 Píngwáng), acaba trasladando la corte, en el año 722 a. C., a un lugar más seguro, más al este, en Chengzhou, cerca de la actual Luoyang. Sin embargo, la corte Zhōu (los «Zhōu orientales» a partir de ahora) ya no controla de manera efectiva el territorio. Su autoridad teórica será aún respetada pero, en la práctica, el territorio se verá dividido en Estados independientes dirigidos por soberanos que se enfrentarán a menudo entre ellos. Estos enfrentamientos se convertirán en guerras habituales en el periodo de los Reinos Combatientes. En esta época, uno de los Estados, el de Qín (秦) se convertirá en el más poderoso.

## Zhōu orientales
La dinastía Zhōu del Este se caracteriza por un colapso acelerado de la autoridad real, aunque la importancia ritual del rey permitió más de cinco siglos más de reinado. La crónica confuciana de los primeros años de este proceso (Anales de primavera y otoño) llevó al título del Período de las Primaveras y los Otoños. La partición de Jin en la mitad del siglo V a. C. inició una segunda fase, los Reinos Combatientes. En 403 a. C., la corte Zhōu reconoció a los Estados Han, Zhao y Wei como totalmente independientes; en el 344 a. C., el tercer gobernante de Wei reclamó el título real para sí mismo. Una serie de Estados tomaron preponderancia antes de su caída, a su vez, pero Zhōu era un jugador menor en estos conflictos.
Se considera tradicionalmente a Nan como el último rey Zhou. Nan fue asesinado cuando Qin capturó Wangcheng en 256 a. C. El duque Wen de Zhou Oriental se declaró a sí mismo como "rey Hui", pero su Estado escindido fue completamente desmantelado en 249 a. C. Las guerras de unificación de Qin (véase Guerras de unificación chinas) concluyeron en 221 a. C. con la anexión del Estado Qi por Qin Shi Huang.

## Caída de los Zhōu orientales
En el año 256 a. C. el ejército de Qin destruye la corte Zhōu, derrocando al último rey, el rey Nan (赧王 Nǎnwáng). Treinta y cinco años más tarde, en 221 a. C. el soberano de Qin consigue someter a los demás Estados bajo la nueva dinastía Qin.

## Reyes de la dinastía Zhōu
| Nombre póstumo | Nombre póstumo                        | Nombre personal                       | Nombre personal                       | Periodo de reinado                    |
| Zhou Occidental 西周 (1046-771 a. C.) | Zhou Occidental 西周 (1046-771 a. C.) | Zhou Occidental 西周 (1046-771 a. C.) | Zhou Occidental 西周 (1046-771 a. C.) | Zhou Occidental 西周 (1046-771 a. C.) |
| --- | ------------------------------------- | ------------------------------------- | ------------------------------------- | ------------------------------------- |
| 'Rey Wu' | 武王                                  | Ji Fa                                 | 姬發                                  | 1046-1043 a. C.1                      |
| 'Rey Cheng' | 成王                                  | Ji Song                               | 姬誦                                  | 1042-1021 a. C.1                      |
| 'Rey Kang' | 康王                                  | Ji Zhao                               | 姬釗                                  | 1020-996 a. C.1                       |
| 'Rey Zhao' | 昭王                                  | Ji Xia                                | 姬瑕                                  | 995-977 a. C.1                        |
| 'Rey Mu' | 穆王                                  | Ji Man                                | 姬滿                                  | 976-922 a. C.1                        |
| 'Rey Gong' | 共王                                  | Ji Yihu                               | 姬繄扈                                | 922-900 a. C.1                        |
| 'Rey Yi' | 懿王                                  | Ji Jian                               | 姬囏                                  | 899-892 a. C.1                        |
| 'Rey Xiao' | 孝王                                  | Ji Pifang                             | 姬辟方                                | 891-886 a. C.1                        |
| 'Rey Yi' | 夷王                                  | Ji Xie                                | 姬燮                                  | 885-878 a. C.1                        |
| Rey Li | 厲王                                  | Ji Hu                                 | 姬胡                                  | 877-841 a. C.1                        |
| Regencia Gonghe 共和 (841-828 a. C.) |                                       |                                       |                                       |                                       |
| 'Rey Xuan' | 宣王                                  | Ji Jing                               | 姬靜                                  | 827-782 a. C.                         |
| 'Rey You' | 幽王                                  | Ji Gongsheng                          | 姬宮湦                                | 781-771 a. C.                         |
| Zhou Oriental 東周 (770-256 a. C.) |                                       |                                       |                                       |                                       |
| Primaveras y Otoños 春秋時代 (770-476 a. C.) |                                       |                                       |                                       |                                       |
| 'Rey Ping' | 平王                                  | Ji Yijiu                              | 姬宜臼                                | 770-720 a. C.                         |
| 'Rey Huan' | 桓王                                  | Ji Lin                                | 姬林                                  | 719-697 a. C.                         |
| 'Rey Zhuang' | 莊王                                  | Ji Tuo                                | 姬佗                                  | 696-682 a. C.                         |
| 'Rey Xi' | 釐王                                  | Ji Huqi                               | 姬胡齊                                | 681-677 a. C.                         |
| 'Rey Hui' | 惠王                                  | Ji Lang                               | 姬閬                                  | 676-652 a. C.                         |
| 'Rey Xiang' | 襄王                                  | Ji Zheng                              | 姬鄭                                  | 651-619 a. C.                         |
| 'Rey Qing' | 頃王                                  | Ji Renchen                            | 姬壬臣                                | 618-613 a. C.                         |
| 'Rey Kuang' | 匡王                                  | Ji Ban                                | 姬班                                  | 612-607 a. C.                         |
| 'Rey Ding' | 定王                                  | Ji Yu                                 | 姬瑜                                  | 606-586 a. C.                         |
| 'Rey Jian' | 簡王                                  | Ji Yi                                 | 姬夷                                  | 585-572 a. C.                         |
| 'Rey Ling' | 靈王                                  | Ji Xiexin                             | 姬泄心                                | 571-545 a. C.                         |
| 'Rey Jing' | 景王                                  | Ji Gui                                | 姬貴                                  | 544-521 a. C.                         |
| 'Rey Dao' | 悼王                                  | Ji Meng                               | 姬猛                                  | 520 a. C.                             |
| 'Rey Jing' | 敬王                                  | Ji Gai                                | 姬丐                                  | 519-476 a. C.                         |
| Reinos combatientes 戰國時代 (476-221 a. C.) |                                       |                                       |                                       |                                       |
| 'Rey Yuan' | 元王                                  | Ji Ren                                | 姬仁                                  | 475-469 a. C.                         |
| 'Rey Zhending' | 貞定王                                | Ji Jie                                | 姬介                                  | 468-442 a. C.                         |
| 'Rey Ai' | 哀王                                  | Ji Quji                               | 姬去疾                                | 441 a. C.                             |
| 'Rey Si' | 思王                                  | Ji Shu                                | 姬叔                                  | 441 a. C.                             |
| 'Rey Kao' | 考王                                  | Ji Wei                                | 姬嵬                                  | 440-426 a. C.                         |
| 'Rey Weilie' | 威烈王                                | Ji Wu                                 | 姬午                                  | 425-402 a. C.                         |
| 'Rey An' | 安王                                  | Ji Jiao                               | 姬驕                                  | 401-376 a. C.                         |
| 'Rey Lie' | 烈王                                  | Ji Xi                                 | 姬喜                                  | 375-369 a. C.                         |
| 'Rey Xian' | 顯王                                  | Ji Bian                               | 姬扁                                  | 368-321 a. C.                         |
| 'Rey Shenjing' | 慎靚王                                | Ji Ding                               | 姬定                                  | 320-315 a. C.                         |
| 'Rey Nan' | 赧王                                  | Ji Yan                                | 姬延                                  | 314-256 a. C.                         |
| 1 — La primera fecha generalmente aceptada en historia china es 841 a. C., el principio de la Regencia Gonghe. Todas las fechas antes de esto son tema de conflicto a menudo vigoroso. Las fechas proporcionadas aquí son esas propuestas por el Proyecto de la cronología de Xia-Shang-Zhou, el trabajo de eruditos patrocinado por el Gobierno chino que se divulgó en el año 2000. Se dan solamente como guía. |                                       |                                       |                                       |                                       |